# Silver King (catch)
Pour les articles homonymes, voir King.
César González, connu sous le nom de ring de Silver King, est un catcheur mexicain né le 9 janvier 1968 à Torreón (Mexique) et mort le 11 mai 2019 à Londres (Royaume-Uni).

## Biographie
César Cuauhtémoc González Barrón, plus connu sous le nom de Silver King, naît le 9 janvier 1968 à Torreón dans l'État de Coahuila. Il est le fils aîné du Dr. Wagner (en) et le frère du « Galeno del mal » Dr. Wagner, Jr..
Dans le film Nacho Libre, une comédie dans laquelle l'acteur américain Jack Black joue le rôle d'un prêtre s’entraînant pour devenir un lutteur, il incarne le méchant, Ramsès. 

### Mort
Silver King meurt le 11 mai 2019 lors d'une prestation à Londres.
Les causes de la mort ne sont pas révélées mais laissent supposer une crise cardiaque.